# It's Tough to Be a Bird
It's Tough to Be a Bird é um filme de animação em curta-metragem estadunidense de 1969 dirigido e escrito por Ward Kimball e Walt Disney. Venceu o Oscar de melhor curta-metragem de animação na edição de 1970. Os Estúdios Walt Disney não viriam a ganhar outro prêmio nessa categoria até o Oscar de 2013, no qual O Avião de Papel, lançado no ano anterior, consagrou-se como o melhor curta animado. 

## Elenco
- Ruth Buzzi
- Richard Bakalyan
- John Emerson
- Jim Swain
- Ann Lord
- Hank Schloss
- Walter Perkins
- Rolf Darbo